# Dacono
Dacono és una població dels Estats Units a l'estat de Colorado. Segons el cens del 2000 tenia 3.015 habitants.

## Demografia
Segons el cens del 2000, Dacono tenia 3.015 habitants, 1.087 habitatges, i 756 famílies. La densitat de població era de 426,4 habitants per km².
Dels 1.087 habitatges en un 34,6% hi vivien nens de menys de 18 anys, en un 55,3% hi vivien parelles casades, en un 9,3% dones solteres, i en un 30,4% no eren unitats familiars. En el 23,6% dels habitatges hi vivien persones soles el 7,6% de les quals corresponia a persones de 65 anys o més que vivien soles. El nombre mitjà de persones vivint en cada habitatge era de 2,77 i el nombre mitjà de persones que vivien en cada família era de 3,32.
Per edats la població es repartia de la següent manera: un 29,2% tenia menys de 18 anys, un 7,9% entre 18 i 24, un 32,4% entre 25 i 44, un 21,2% de 45 a 60 i un 9,3% 65 anys o més.
L'edat mediana era de 33 anys. Per cada 100 dones de 18 o més anys hi havia 99,3 homes.
La renda mediana per habitatge era de 38.854 $ i la renda mediana per família de 42.659 $. Els homes tenien una renda mediana de 29.899 $ mentre que les dones 25.000 $. La renda per capita de la població era de 15.368 $. Entorn del 3,6% de les famílies i el 6% de la població estaven per davall del llindar de pobresa.

## Poblacions més properes
El següent diagrama mostra les poblacions més properes.